# Omtoor
Een omtoor was een jeugdige zeevisser die mede uitvoer ter beugvisserij. Hij had aan boord van een 'beuger' reeds een à twee jaren meegedraaid in deze vorm van visserij. Als omstreeks 14- of 15-jarige stond hij in rang onder de oude-jongen, eveneens een jonge visser, maar een met meer praktijkervaring. Na een tweetal jaren zou de omtoor zover zijn dat hij de overstap zou kunnen maken naar de plaats van de oude-jongen. De omtoor zou qua plaats in de ranglijst van bemanningsleden kunnen worden vergeleken met een jongste zoals deze werd aangetroffen onder de vissers die de vleetvisserij beoefenden. De bemanning van een 'beuger' telde 12 koppen.  

## Statische visserij
De beugvisserij behoorde tot de zogeheten hoekwantvisserij. Deze laatstgenoemde visserij was, in algemene zin beschouwd, een vorm van statische visserij. Hierbij was het vistuig gedurende de visserij niet in beweging. Dit gold niet voor het vissersvaartuig dat na het uitzetten van het vistuig, de zogeheten beug, terug moest naar het beginpunt waar het eerste joon was uitgezet. Daar werd vervolgens begonnen de beug scheep te halen.

## Meerdere vormen
De beugvisserij werd als zeevisserij in verschillende vormen uitgeoefend, met name door dicht bij de Noordzee gelegen steden en dorpen aan de toenmalige Maas — de latere Waterweg —, door verschillende Vlaamse kustdorpen, door Zeeuwse vissersplaatsen, maar ook door de Hollandse dorpen van De Zijde. Toonaangevend echter bij de beugvisserij was met name Vlaardingen. De genoemde visserij was voornamelijk gericht op de vangst van schelvis en kabeljauw.

## Werkzaamheden
Bij de beugvisserij ter zoutvaart moest de omtoor assisteren bij het aangeven van de jonen en bij het inhalen greep hij de baaklijn en bevestigde deze aan een bolder. Tijdens de vangst moest de omtoor onder meer de gevangen kabeljauwen onthoofden. Hij werd daarom ook wel als onthoofder aangeduid. Een vissnijder ontleedde vervolgens de kabeljauwen. Verder hielp de omtoor de oude-jongen bij het schoonhouden van het dek en de ruimen. Hij deed dit samen met een tweetal lager in rang geplaatste jongeren, de inbakker en de speeljongen. Verzuimen van deze jongeren werden echter de oude-jongen aangerekend.